# Kim Jin-hi
Kim Jin-hi (koreanisch 김진희; * 6. Februar 1957 in Incheon), besser bekannt als Jin Hi Kim, ist eine südkoreanische Komungospielerin und Komponistin.

## Leben
Kim studierte an der Nationalen Hochschule für traditionelle koreanische Musik und erwarb den Bachelorgrad für koreanische traditionelle Musik an der Seoul National University. In den USA setzte sie ihre Ausbildung bei John Adams, Lou Harrison und David Rosenboom fort und erhielt am Mills College den MFA. Sie führte die Komungo, eine traditionelle koreanische Zither, in die zeitgenössische amerikanische Musik ein und entwickelte mit dem kanadischen Instrumentenbauer Joseph Yanuziello eine elektrische Komungo.
Mit eigenen Kompositionen und Improvisationen trat Kim als Komungo-Solistin u. a. in der Carnegie Hall, im Lincoln Center, im John F. Kennedy Center for the Performing Arts, in der Royal Festival Hall in London, im Haus der Kulturen der Welt in Berlin, beim Festival of Asian Art in Hongkong und bei Jazzfestivals in den USA, Europa, Kanada, Südamerika, Russland, Asien, Australien und Neuseeland auf. Ihre Werke wurden von Ensembles wie dem Kronos Quartet, dem American Composers Orchestra, der Chamber Music Society am Lincoln Center und dem Boston Modern Orchestra Project aufgeführt.
Gefördert wurde Kim u. a. mit dem American Composers Orchestra Composer Fellowship und dem von John Cage und Jasper Johns initiierten Foundation for Contemporary Arts Grants to Artists Award (2001), einem Kompositionsstipendium der John Simon Guggenheim Memorial Foundation (2010), einem Stipendium des Asian Cultural Council (2013), dem Arts Catalyze Placemaking Grant des Connecticut Office of the Arts (2014) und dem Rebecca Blunk Fund Award der New England Foundation for the Arts (2020). Von 2009 bis 2011 war sie Music Alive Composer-in-Residence des New Haven Symphony Orchestra. In ihren Kompositionen und Improvisationen verbindet sie die traditionelle koreanische mit der modernen amerikanischen Musik. In vielen ihrer Werke wendet sie multimediale Techniken an. Ihre Autobiographie Komungo Tango erschien 2007.

## Werke
- Nong Rock, 1992
- Piri Quartet, 1993
- Tchong, 1995
- Yoeum, 1995
- Touching The Moons, 2000
- Digital Buddha, 2007–2014
- Monk Dance, 2010
- Nori III, 2010
- Tilings, 2013
- On Sky
- Child of War, 2014
- Ghost Komungobot, 2016
- One Sky II für Orchester, 2018
- Sound Calendar of the Year 2018
- A Ritual for Covid-19, 2022
- Ritual for Earth, 2023